# 大井貴之
大井 貴之（おおい たかし、1960年2月23日 - ）は、東京都出身の自動車評論家、レーシングドライバー、YouTuber。

## 概歴
元々は講談社の自動車雑誌ベストカーの編集スタッフ。趣味としてジムカーナなどに参戦。ジムカーナでは全日本のシード権も獲得していた。当時の愛称は「タコ」であった。
その後「ベストモータリング（ベスモ）」の編集部に転職。模擬レースをすることによって新車の性能差を見せるサーキットバトルを企画。それぞれの車の走り、性能差を映像化してこそビデオの価値があるという信念に基づく数々の企画は読者の気持ちを掴んだ。
黒澤元治の魅力が表現出来ていないと黒澤を水戸黄門に見立てて全国のミニサーキットとそこに通う腕自慢のドライバーが登場する「御老公シリーズ」も人気企画となった。
ベストモータリングから派生した「ホットバージョン（HV）」の立ち上げの中心人物でもある。
同時にレースにも参戦。黎明期の全日本GT選手権のGT500（当時はGT1）クラスに、ムーンクラフトがチューニングを施した日産・シルビアを駆って、ベストモータリングのキャスターとして交流があった服部尚貴と共に参戦。N1耐久レース（現在のスーパー耐久）には三菱のワークス的存在のPUMA GTOで中谷明彦と参戦。
ベスモ、HVでは黒澤元治や土屋圭市など、一流ドライバーと並んでレギュラーキャスターを務め、彼らの傍らでドライビングテクニックも披露していた。特に初期のHVでは、読者参加型企画でテクニックの習得を目指す読者を助手席に座らせ、自身は運転席で実演をして教える、という一幕もあった。FFや4WDよりも、FR・MRの大出力車を担当させられることが多かった。大井が在社中は「新車 vs 中古車」など多彩な企画が多く、退社後はベスモ、HV共にライバル誌のVideo Optionのように娯楽性を重視した作風となってしまったため、ビデオマガシンの没個性化を嘆く声が読者から多く寄せられた。退社後にドライビングスクールの企画・運営をメインとした「D-Rights」を設立。
当時、谷田部にあった日本自動車研究所（JARI)のスキッドパッドで定常円千回、総合試験路では高速スラローム集中特訓やブレーキング集中特訓を開催。現在、ポピュラーとなっている「広場トレーニング」の先駆けと言える。
その後、REVSPEED、Hyper REVビデオの企画・制作も行なっていたが、2004年からはREVSPEED誌に同梱する「おまけDVD」を企画・制作。
2017年3月で契約が終了。その1年後、自らのYouTubeチャンネル「Sports Driving Labo.」を立ち上げ車の楽しさを発信している。
プレイステーションシリーズで発売されているレースゲーム「グランツーリスモ」では、発売当初から現在に至るまでシリーズアドバイザーを勤める。愛車はBMW・523ツーリング(F11型)、マツダ・ロードスター（NB8型）、ポルシェ・911（930型）ホンダ・S2000（AP1型）。

## レース戦績
- 1985年 - スターレットノーマルカップシリーズでデビュー （デビューレースは10位スタートで3位表彰台）
- 1990年前後 - VW GOLFポカール　、ミラージュカップなどワンメイクレースで活躍
- 1994年 - 全日本GT選手権・GT1クラス　CCI あめんぼうシルビアで参戦
- 1998年 - 全日本GT選手権・GT300クラス　イエローマジックF355GTでRd.4にスポット参戦
- 1999年 - N1耐久レース Class4にFALKENブースカCIVIC（EK9)で参戦。嵐の仙台ハイランドで初優勝
- 2000年 - スーパー耐久シリーズ クラス3　BPビスコガンマ RX-7で参戦（シリーズチャンピオン）
- 2001年
  - スーパー耐久シリーズ・クラス3　BPビスコガンマ RX-7で参戦（シリーズチャンピオン）
  - ニュルブルクリンク24時間耐久レース　Porsche993 SuperCup（総合12位、クラス6位）
- 2002年
  - スーパー耐久シリーズ・クラス3　FORTUNE 科芸専 RX-7で参戦（シリーズ6位）
  - ニュルブルクリンク24時間耐久レース　RX-7（クラス4位）
- 2003年
  - 全日本GT選手権・GT300クラス　雨宮マツモトキヨシアスパラRX-7で参戦（シリーズ15位）
  - ニュルブルクリンク24時間耐久レース　Porsche996 Cup 完走
- 2004年 - 全日本GT選手権・GT300クラス　ARKTECH Porsche968で参戦
- 2005年
  - SUPER GT・GT300クラス　ARKTECH PorscheBoxsterで参戦
  - スーパー耐久シリーズ・クラス3　TOTAL SPORTS ingsZで最終戦にスポット参戦（クラス優勝）
  - ニュルブルクリンク24時間耐久レース　Suzuki SwiftSport（クラス優勝）
- 2006年 - スーパー耐久シリーズ・クラス3　eeiA ingsZで参戦（シリーズ2位、ドライバーとしては最多ポイント獲得）
- 2007年
  - スーパー耐久シリーズ・クラス3　カルラレーシング☆ings北海Zで参戦（シリーズチャンピオン）
  - SUPER GT・GT300クラス　NobelBiocareSpecialOlympicsGT3でRd.8とRd.9にスポット参戦
  - ポルシェCUPのF1前座レースにスポット参戦　ポールポジション獲得　決勝2位
- 2008年
  - SUPER GT・GT300クラス　4CARAT SON GT3でRd.1にスポット参戦
  - スーパー耐久シリーズ・クラス1　こばやし歯科 PORSCHE GT3 WITH COXでRd.5にスポット参戦
- 2012年 - スーパー耐久シリーズ　鈴鹿にNOPROデミオでスポット参戦　2位
- 2013年 - スーパー耐久シリーズ　富士にTracy　S2000でスポット参戦　予選2位、決勝はトップを快走するがサスペンショントラブルでリタイヤ
- 2014年 - スーパー耐久シリーズに埼玉トヨペット　GreenBrave８６でフル参戦。ベストリザルト2位
  - ニュルブルクリンク24時間耐久レースにS2000で参戦　予選3位、決勝は相棒のクラッシュでリタイヤ
- 2015年 - ニュルブルクリンク24時間耐久レースにBMW M3で参戦。マシントラブルでリタイヤ
- 2016年 - スーパー耐久　富士にオートファクトリー８６でスポット参戦　予選で全体ベストをマーク
- 2018年 - スーパー耐久　SUGOにオートファクトリー８６でスポット参戦　決勝2位　
  - 富士24時間耐久にオートファクトリー８６で参戦。予選で全体２位。決勝レースではクラス優勝
- 2019年 - スーパー耐久 最終戦岡山に５ZIGEN　AMG GTでST-Zクラスにスポット参戦。
  - マレーシアチャンピオンシップシリーズにRiyoz Racing SWIFTでスポット参戦。クラス優勝
  - マレーシアSepang1000kmにRiyoz Racing SWIFTで参戦。クラス２位
- 2021年 - 富士24時間耐久にBMW M2CS Racingでクラス１に参戦。３位完走

### 全日本F3選手権
| 年     | チーム                     | シャシー     | エンジン | 1   | 2   | 3   | 4   | 5   | 6   | 7   | 8   | 9   | 10      | 順位 | ポイント |
| ------ | -------------------------- | ------------ | -------- | --- | --- | --- | --- | --- | --- | --- | --- | --- | ------- | ---- | -------- |
| 1989年 | VW・ASIA・モータースポーツ | ラルト・RT32 | VW・GX   | SUZ | FSW | SUZ | TSU | SUG | TSU | SUZ | NIS | SUZ | SUZ DNQ | NC   | 0        |

### 全日本GT選手権/SUPER GT
| 年     | チーム                     | 使用車両             | クラス | 1       | 2       | 3      | 4       | 5       | 6      | 7       | 8      | 9      | 順位 | ポイント |
| ------ | -------------------------- | -------------------- | ------ | ------- | ------- | ------ | ------- | ------- | ------ | ------- | ------ | ------ | ---- | -------- |
| 1994年 | MOON CRAFT                 | 日産・シルビア       | GT1    | FSW 4   | SEN 10  | FSW    | SUG 8   | MIN Ret |        |         |        |        | 15位 | 14       |
| 1998年 | YELLOW MAGIC               | フェラーリ・F355     | GT300  | SUZ     | FSW     | SEN    | FSW Ret | TRM     | MIN    | SUG     |        |        | NC   | 0        |
| 2003年 | RE雨宮レーシング           | マツダ・RX-7         | GT300  | TAI 21  | FSW 10  | SUG 3  | FSW 23  | FSW Ret | TRM 14 | AUT 20  | SUZ 6  |        | 15位 | 19       |
| 2004年 | アークテックモータスポーツ | ポルシェ・968        | GT300  | TAI DNQ | SUG 22  | SEP 19 | TOK 21  | TRM Ret | AUT    | SUZ 23  |        |        | NC   | 0        |
| 2005年 | ARKTECH MOTORSPORTS        | ポルシェ・ボクスター | GT300  | OKA     | FSW Ret | SEP 19 | SUG 20  | TRM Ret | FSW 15 | AUT 17  | SUZ 24 |        | NC   | 0        |
| 2007年 | TOMEI SPORT                | ポルシェ・911 GT3    | GT300  | SUZ     | OKA     | FSW    | SEP     | SUG     | SUZ    | TRM     | AUT 15 | FSW 24 | NC   | 0        |
| 2008年 | TOMEI SPORT                | ポルシェ・911 GT3    | GT300  | SUZ 19  | OKA     | FSW    | SEP     | SUG     | SUZ    | TRM     | AUT    | FSW    | NC   | 0        |
| 2009年 | ARKTECH MOTORSPORTS        | ポルシェ・ボクスター | GT300  | OKA     | SUZ     | FSW    | SEP     | SUG 18  | SUZ    |         |        |        | NC   | 0        |
| 2009年 | ARKTECH MOTORSPORTS        | ポルシェ・911 GT3RS  | GT300  |         |         |        |         |         |        | FSW Ret | AUT    | TRM    | NC   | 0        |